# Locomotora de Vapor 030-0233
La Locomotora 030-0233, també coneguda com a Caldes és una locomotora fabricada per l'empresa La Maquinista Terrestre y Marítima a Barcelona que es troba conservada actualment al Museu del Ferrocarril de Catalunya, amb el número de registre 00007 d'ençà que va ingressar el 1981, com una donació de la companyia Ferrocarril de Sarrià a Barcelona posteriorment adquirida per Renfe.

## Història
La Caldes és la locomotora més antiga fabricada a Espanya que encara es conserva. Al costat de la seva germana 232, van ser unes de les primeres locomotores no importades, construïdes per La Maquinista Terrestre y Marítima per al ferrocarril de Barcelona a Sarrià. Quan la companyia dels Ferrocarrils de Catalunya adquirí, electrificà i va estrènyer la línia, les dues locomotores es van vendre a la Companyia del Ferrocarril de Mollet a Caldes de Montbui, on van rebre els números 5 i 6. Posteriorment se'ls afegiria una tercera locomotora, la 7.
Les tres locomotores van arribar a RENFE, on serien utilitzades com a màquines de maniobres. La Caldes va acabar els seus dies útils al dipòsit barcelonès de Poble Nou, a la dècada dels seixanta.

## Conservació
El seu estat de conservació és bo. Entre 1990 i 1991 es va sotmetre a un procés de restauració de xapa i pintura.	

## Exposicions
- MOROP, Vilanova i la Geltrú